# Nagapattinam
Nagapattinam (en tamil: நாகப்பட்டினம் ) es una localidad de la India capital del distrito de Nagapattinam, estado de Tamil Nadu.

## Geografía
Se encuentra a una altitud de 4 m.s.m. a 333 km de Chennai, en la zona horaria UTC +5:30.

## Demografía
Según estimación 2010 contaba con una población de 96 874 habitantes.